# Liste der Kulturgüter in Unterlangenegg
Die Liste der Kulturgüter in Unterlangenegg enthält alle Objekte in der Gemeinde Unterlangenegg im Kanton Bern, die gemäss der Haager Konvention zum Schutz von Kulturgut bei bewaffneten Konflikten, dem Bundesgesetz vom 20. Juni 2014 über den Schutz der Kulturgüter bei bewaffneten Konflikten sowie der Verordnung vom 29. Oktober 2014 über den Schutz der Kulturgüter bei bewaffneten Konflikten unter Schutz stehen.
Es sind weder A-Objekte noch B-Objekte auf dem Gemeindegebiet ausgewiesen, Objekte der Kategorie C fehlen zurzeit (Stand: 27. April 2024). Unter übrige Baudenkmäler sind Objekte zu finden, die im Bauinventar des Kantons Bern als «schützenswert» verzeichnet sind.

## Übrige Baudenkmäler
Hinweis: Als Objekt-Identifikator (ID) wird die Grundstücksnummer verwendet.
| ID  | Foto |                                                              | Objekt                          | Typ | Standort                         | Beschreibung |
| --- | ---- | ------------------------------------------------------------ | ------------------------------- | --- | -------------------------------- | ------------ |
| 27  | BW   | Datei hochladen                                              | Gasthof Bären (1871/72)         | G   | Hauptstrasse 3 621223 / 182679   |              |
| 55  | BW   | Datei hochladen                                              | Pfarrhaus (1695/96)             | G   | Egg 5 621055 / 182681            |              |
| 55  | BW   | Datei hochladen                                              | Ofenhaus (1781)                 | G   | Egg 5a 621020 / 182675           |              |
| 117 | BW   | Datei hochladen                                              | Bauernhaus (um 1800)            | G   | Ried 73 620339 / 182891          |              |
| 126 | BW   | Datei hochladen                                              | Speicher (1583)                 | G   | Hinterzäunen 88a 619508 / 183120 |              |
| 143 | BW   | Datei hochladen                                              | Speicher (1782)                 | G   | Weggut 106c 618887 / 183069      |              |
| 155 | BW   | Datei hochladen                                              | Bauernhaus (Mitte 18. Jh.)      | G   | Loch 122 620587 / 182181         |              |
| 162 | BW   | Datei hochladen                                              | Bauernhaus (1805)               | G   | Bälliz 12 620919 / 182678        |              |
| 212 | BW   | Datei hochladen                                              | Stöckli mit Speicherteil (1823) | G   | Dachsegg 104b 618797 / 182808    |              |
| 224 | BW   | Datei hochladen                                              | Bauernhaus (1777)               | G   | Hinterzäunen 91 619274 / 183303  |              |
| 234 | BW   | Datei hochladen                                              | Bauernhaus (1732)               | G   | Aebnit 77 619979 / 182872        |              |
| 244 | BW   | Datei hochladen                                              | Bauernhaus (1728)               | G   | Hinterzäunen 90 619381 / 183166  |              |
| 316 | BW   | Datei hochladen                                              | Bauernhaus (1755)               | G   | Salzhaus 19 621153 / 182830      |              |
| 344 | BW   | Datei hochladen                                              | Bauernhaus (2. Hälfte 18. Jh.)  | G   | Bach 114 618282 / 183026         |              |
| 360 | BW   | Datei hochladen                                              | Bauernhaus (1774)               | G   | Bach 112 618398 / 183192         |              |
| 361 | BW   | Datei hochladen                                              | Bauernhaus (1729)               | G   | Bach 112c 618420 / 183003        |              |
| 400 | ja   | Datei hochladen · Wikidata zu Reformierte Kirche (Q55382951) | Reformierte Kirche (1693/94)    | G   | Egg 4 621097 / 182781            |              |
| 428 | BW   | Datei hochladen                                              | Bauernhaus (1830)               | G   | Trübenbach 144 619730 / 182289   |              |
| 690 | BW   | Datei hochladen                                              | Bauernhaus (1606)               | G   | Dachsegg 104 618756 / 182810     |              |
| 741 | BW   | Datei hochladen                                              | Bauernhaus (1705)               | G   | Egg 3d 621157 / 182759           |              |

Hinweis zur Legende: Anstelle der KGS-Nummer wird als Objekt-Identifikator (ID) die Grundstücksnummer verwendet.